# 莊漢傑家族

## 家族簡介
莊漢傑家族, 祖籍廣東, 為澳門地產家族。

## 家族特色
莊漢傑家族屬於由建懋國際有限公司(0108.HK)）主要股東之一，同時最早在澳門第一家在香港上市，其後轉移中國福建省物業。

## 家族成員
- 莊漢傑先生 == 朱氏 
  - 莊達豐先生
  - 莊麗晶女士
- 朱國柱先生